# زمین‌لرزه‌های بوئین‌زهرا
شهرستان بوئین‌زهرا در جنوب استان قزوین (شمال باختری ایران) واقع است. بوئین‌زهرا منطقه‌ای لرزه‌خیز است و بر روی گسل قرار دارد و تاکنون زمین‌لرزه‌های شدیدی را به خود دیده است که تلفات بسیاری را بر جای گذاشته است. این زمین‌لرزه‌ها عبارتند از:
- زمین‌لرزهٔ سال ۵۵۶ (نامعلوم)
- زمین‌لرزهٔ ۱۶ فروردین ۱۲۹۲ (به روایتی ۱۲۰۰ کشته)
- زمین‌لرزهٔ ۱۰ شهریور ۱۳۴۱ (حدود ۱۲ هزار کشته و ۲۷۰۰ زخمی)
- زمین‌لرزهٔ ۱ تیر ۱۳۸۱ (حدود ۲۹۱ کشته و ۱۵۰۰ زخمی)